# Bulevard Regina Elisabeta
El bulevard Regina Elisabeta de Bucarest es troba al sector 5 i connecta la plaça de la Universitat amb la plaça Mihail Kogălniceanu. Al llarg del carrer hi ha diverses institucions polítiques, administratives i culturals importants, així com diversos hotels, llocs culturals i el parc més antic de Bucarest, el parc Cișmigiu.

## Història
El 1870 es va obrir al trànsit el "bulevard Doamna Elisabeta". Va portar el nom de bulevard Academiei fins al 1930, any en què es va convertir en "bulevard Regina Elisabeta" amb el nom de la primera reina de Romania. El 1948, primer any de la República Popular, es van substituir tots els noms que tenien connexions amb l'antic règim, el carrer passa a denominar-se "Bulevardul 6 Martie" de manera que després de només 17 anys, el 1965, després de la mort del líder comunista Gheorghe Gheorghiu-Dej passarà a denominar-se "Bulevard Gh. Gheorgiu-Dej".
El 1990, el carrer rep el nom de "Boulevard Mihail Kogălniceanu"; l'octubre de 1995 va canviar el seu nom de nou per "Bulevard Regina Elisabeta", de manera que només dos mesos més tard es va convertir en "Regina Elisabeta Boulevard", nom que encara porta avui en dia.

## Edificis i monuments
- Universitat de Bucarest
- L'estàtua d’Ion Heliade Rădulescu
- L'estàtua de Miquel el Valent
- L'estàtua de Gheorghe Lazăr
- L'estàtua de Spiru Haret
- Palau del Cercle Militar Nacional
- Palau de la companyia d'assegurances "General"
- Palau de Crèdit Industrial
- Grand Hotel du Boulevard
- Ajuntament del sector 5
- Hotel Cismigiu
- El Palau de l'Ajuntament de la Capital
- Parc del Cismigiu
- Edifici Arxius Nacionals

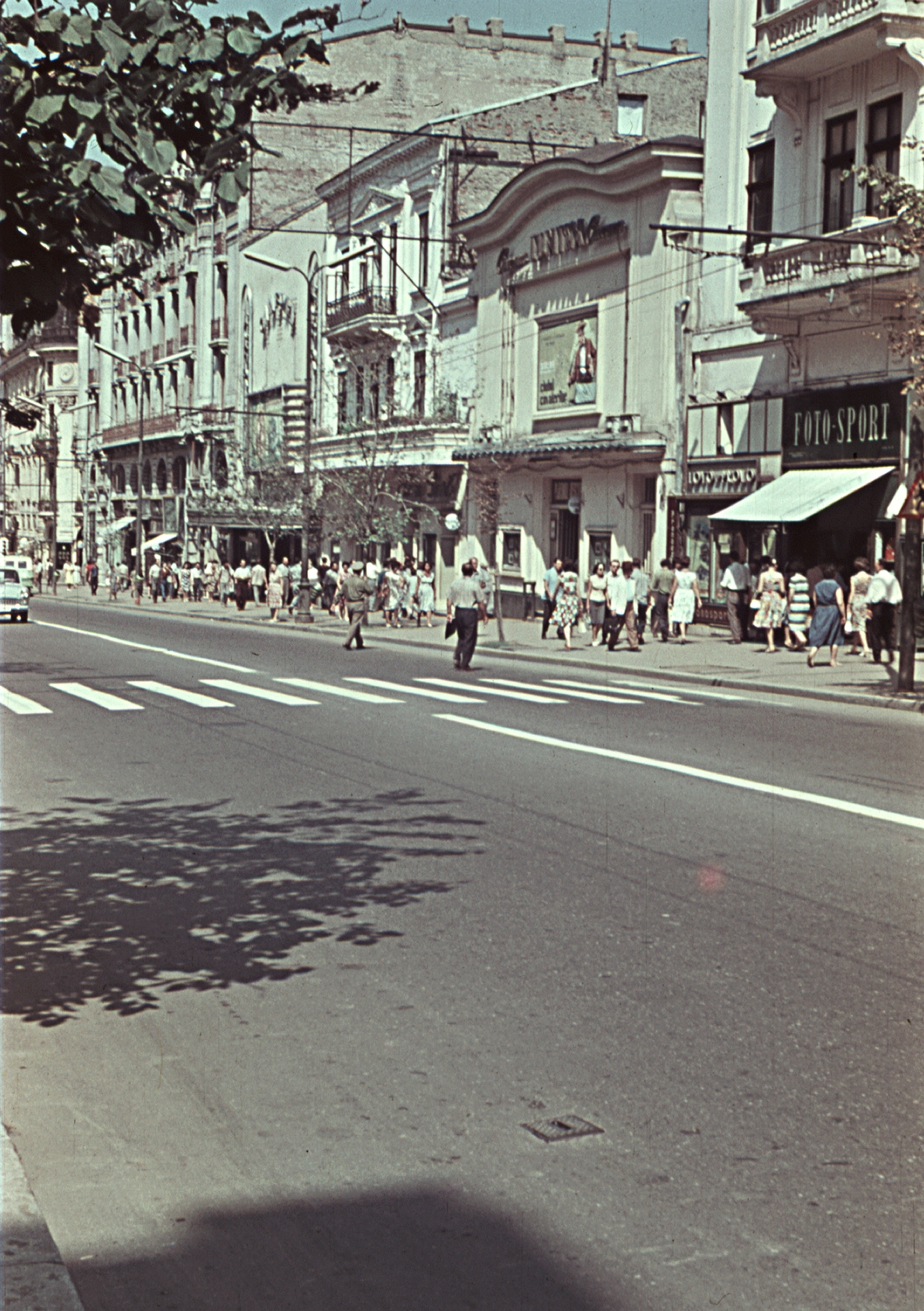
Bulevard Regina Elisabeta el 1962

- "Cerveseria Gambrinus", fundada per Ion Luca Caragiale
- Cinema "Bucarest"
- Institut Gheorge Lazăr
- Església de la Dama
- Hotel Princiar